# Persone di nome Davide
| Questa pagina contiene informazioni ricavate automaticamente dalle voci biografiche con l'ausilio del template Bio e di un bot. L'aggiornamento è periodico e automatico e ricostruisce completamente la pagina. Se manca una persona in questa lista, sei pregato di non aggiungerla, ma accertati piuttosto che la sua voce biografica contenga il template Bio e che i dati anagrafici siano correttamente compilati. Se il template Bio manca, inseriscilo tu stesso o, in alternativa, metti l'avviso {{tmp\|Bio}} che ne segnala la mancanza. Se i dati riportati sono sbagliati, correggi direttamente la voce biografica; le modifiche saranno visibili in questa lista entro pochi giorni. Per chiarimenti vedi il progetto antroponimi. La lista contiene solo le 443 persone che sono citate nell'enciclopedia e per le quali è stato implementato correttamente il template Bio. Pagina aggiornata al 6 ago 2025. |

Questa è una lista di persone presenti nell'enciclopedia che hanno il nome Davide, suddivise per attività principale.

## Allenatori di calcio(27)
- Davide Ancelotti, allenatore di calcio italiano (Parma, n. 1989)
- Davide Ballardini, allenatore di calcio e ex calciatore italiano (Ravenna, n. 1964)
- Davide Belotti, allenatore di calcio e ex calciatore italiano (Bollate, n. 1972)
- Davide Bottone, allenatore di calcio e ex calciatore italiano (Biella, n. 1986)
- Davide Brivio, allenatore di calcio e ex calciatore italiano (Milano, n. 1988)
- Davide Callà, allenatore di calcio e ex calciatore svizzero (Winterthur, n. 1984)
- Davide Carrus, allenatore di calcio e ex calciatore italiano (Cagliari, n. 1979)
- Davide Cordone, allenatore di calcio, dirigente sportivo e ex calciatore italiano (Varese, n. 1971)
- Davide Dionigi, allenatore di calcio e ex calciatore italiano (Reggio Emilia, n. 1974)
- Davide Gualtieri, allenatore di calcio e ex calciatore sammarinese (Città di San Marino, n. 1971)
- Davide Lanzafame, allenatore di calcio e ex calciatore italiano (Torino, n. 1987)
- Davide Lucarelli, allenatore di calcio e ex calciatore italiano (Pistoia, n. 1963)
- Davide Mandelli, allenatore di calcio e ex calciatore italiano (Monza, n. 1977)
- Davide Marchini, allenatore di calcio e ex calciatore italiano (Portomaggiore, n. 1981)
- Davide Mezzanotti, allenatore di calcio e ex calciatore italiano (Sansepolcro, n. 1971)
- Davide Micillo, allenatore di calcio e ex calciatore italiano (Vercelli, n. 1971)
- Davide Moretti, allenatore di calcio e ex calciatore italiano (Firenze, n. 1967)
- Davide Moro, allenatore di calcio e ex calciatore italiano (Taranto, n. 1982)
- Davide Nicola, allenatore di calcio e ex calciatore italiano (Luserna San Giovanni, n. 1973)
- Davide Olivares, allenatore di calcio e ex calciatore italiano (Vigevano, n. 1971)
- Davide Pellegrini, allenatore di calcio e ex calciatore italiano (Varese, n. 1966)
- Davide Pinato, allenatore di calcio e ex calciatore italiano (Monza, n. 1964)
- Davide Possanzini, allenatore di calcio e ex calciatore italiano (Loreto, n. 1976)
- Davide Succi, allenatore di calcio e ex calciatore italiano (Bologna, n. 1981)
- Davide Tedoldi, allenatore di calcio e ex calciatore italiano (Milano, n. 1975)
- Davide Tentoni, allenatore di calcio e ex calciatore italiano (Rimini, n. 1970)
- Davide Zanon, allenatore di calcio e ex calciatore italiano (Mestre, n. 1967)

## Allenatori di football americano(1)
- Davide Giuliano, allenatore di football americano e ex giocatore di football americano italiano (Catania, n. 1974)

## Allenatori di hockey su ghiaccio(1)
- Davide Nicoletti, allenatore di hockey su ghiaccio e ex hockeista su ghiaccio canadese (Toronto, n. 1986)

## Allenatori di pallacanestro(1)
- Davide Bonora, allenatore di pallacanestro, dirigente sportivo e ex cestista italiano (Bologna, n. 1973)

## Allenatori di pallavolo(1)
- Davide Mazzanti, allenatore di pallavolo italiano (Fano, n. 1976)

## Allenatori di sci alpino(1)
- Davide Simoncelli, allenatore di sci alpino e ex sciatore alpino italiano (Rovereto, n. 1979)

## Allenatori di tennis(1)
- Davide Sanguinetti, allenatore di tennis e ex tennista italiano (Viareggio, n. 1972)

## Ammiragli(1)
- Davide di Ocrida, ammiraglio bizantino (Ocrida)

## Antifascisti(1)
- Davide Augusto Albarin, antifascista italiano (Parigi, n. 1881 - Avesnes-sur-Helpe, † 1959)

## Apneisti(1)
- Davide Carrera, apneista italiano (Torino, n. 1975)

## Arbitri di calcio(3)
- Davide Di Marco, arbitro di calcio italiano (Roma, n. 1991)
- Davide Ghersini, arbitro di calcio italiano (Genova, n. 1985)
- Davide Massa, arbitro di calcio italiano (Imperia, n. 1981)

## Arcivescovi cattolici(2)
- Davide Carbonaro, arcivescovo cattolico italiano (Rosolini, n. 1967)
- Davide Riccardi, arcivescovo cattolico italiano (Biella, n. 1833 - Torino, † 1897)

## Arpisti(1)
- Davide Burani, arpista italiano (Modena, n. 1973)

## Artisti(2)
- Davide Boriani, artista italiano (Milano, n. 1936)
- Eron, artista italiano (Rimini, n. 1973)

## Artisti marziali misti(1)
- Davide Morini, artista marziale misto, lottatore e kickboxer italiano (Milano, n. 1976)

## Attori(17)
- Davide Bechini, attore italiano (Monsummano Terme, n. 1962)
- Davide Calabrese, attore, cantante e cabarettista italiano (Trieste, n. 1978)
- Davide Calgaro, attore e comico italiano (Milano, n. 2000)
- Davide Colavini, attore, drammaturgo e comico italiano (Giussano, n. 1967)
- Davide Devenuto, attore italiano (Roma, n. 1972)
- Davide Giordano, attore italiano (Palermo, n. 1987)
- Davide Iacopini, attore italiano (Genova, n. 1984)
- Davide Livermore, attore e regista teatrale italiano (Torino, n. 1966)
- Davide Lo Verde, attore italiano (Catania, n. 1964)
- Davide Lorino, attore italiano (Alessandria, n. 1972)
- Davide Marotta, attore italiano (Napoli, n. 1962)
- Davide Montemurri, attore e regista italiano (Taranto, n. 1930 - Nettuno, † 2021)
- Davide Paniate, attore e comico italiano (Genova, n. 1969)
- Davide Ricci, attore e ex modello italiano (La Spezia, n. 1977)
- Davide Rossi, attore italiano (Pagani, n. 1986)
- Davide Silvestri, attore italiano (Milano, n. 1981)
- Davide Umiliata, attore italiano (Torino, n. 1974)

## Attori teatrali(1)
- Davide Carnaghi, attore teatrale italiano (Milano, n. 1865 - Milano, † 1903)

## Autori di videogiochi(1)
- Davide Soliani, autore di videogiochi e fotografo italiano

## Autori televisivi(2)
- Davide Parenti, autore televisivo e giornalista italiano (Mantova, n. 1957)
- Davide Tortorella, autore televisivo, paroliere e traduttore italiano (Milano, n. 1961)

## Avvocati(1)
- Davide Cugini, avvocato, storico dell'arte e enigmista italiano (Albino, n. 1896 - Bergamo, † 1991)

## Banchieri(1)
- Davide Croff, banchiere, dirigente d'azienda e dirigente pubblico italiano (Venezia, n. 1947)

## Bassisti(2)
- Dade, bassista, produttore discografico e cantante italiano (Torino, n. 1977)
- John KillerBob, bassista italiano (Genova, n. 1976)

## Batteristi(2)
- Davide Oliveri, batterista italiano (Catania, n. 1967)
- Davide Ragazzoni, batterista italiano (Venezia, n. 1958)

## Beati(1)
- Davide Okelo e Gildo Irwa, beato ugandese (n. 1900 - Paimol, † 1918)

## Biochimici(1)
- Davide Prosperi, biochimico italiano (Milano, n. 1972)

## Biologi(1)
- Davide Carazzi, biologo italiano (Verona, n. 1858 - Firenze, † 1923)

## Botanici(1)
- Davide Donati, botanico e esploratore italiano (Bologna, n. 1975)

## Canottieri(2)
- Davide Comini, canottiere italiano (Lecco, n. 2000)
- Davide Tizzano, canottiere, velista e dirigente sportivo italiano (Napoli, n. 1968)

## Cantanti(3)
- Davide Ferrario, cantante, musicista e produttore discografico italiano (Monselice, n. 1981)
- Davide Mogavero, cantante italiano (Catanzaro, n. 1993)
- Davide Shorty, cantante e rapper italiano (Palermo, n. 1989)

## Cantautori(4)
- Davide De Marinis, cantautore italiano (Milano, n. 1971)
- Tropico, cantautore italiano (Napoli, n. 1985)
- Davide Van De Sfroos, cantautore, chitarrista e scrittore italiano (Monza, n. 1965)
- Davide Zilli, cantautore italiano (Piacenza, n. 1977)

## Cestisti(22)
- Davide Alviti, cestista italiano (Alatri, n. 1996)
- Davide Ancilotto, cestista italiano (Venezia, n. 1974 - Roma, † 1997)
- Davide Balletta, ex cestista e arbitro di pallacanestro svizzero (Berna, n. 1981)
- Davide Bianchi, ex cestista e allenatore di pallacanestro italiano (Varese, n. 1969)
- Davide Bozzetto, cestista italiano (San Vito al Tagliamento, n. 1989)
- Davide Bruttini, cestista italiano (Siena, n. 1987)
- Davide Cantarello, ex cestista e allenatore di pallacanestro italiano (Mestrino, n. 1968)
- Davide Casarin, cestista italiano (Mestre, n. 2003)
- Davide Ceccarelli, ex cestista e allenatore di pallacanestro italiano (Poggibonsi, n. 1961)
- Davide Cesana, cestista italiano (Recanati, n. 1994)
- Davide Croce, ex cestista italiano (Tavenna, n. 1962)
- Davide Denegri, cestista italiano (Tortona, n. 1998)
- Davide Diacci, ex cestista e allenatore di pallacanestro italiano (Modena, n. 1974)
- Davide Garruti, ex cestista svizzero (Lugano, n. 1989)
- Davide Lamma, ex cestista, allenatore di pallacanestro e dirigente sportivo italiano (Bologna, n. 1976)
- Davide Lot, cestista italiano (Alzano Lombardo, n. 1961 - Monopoli, † 2021)
- Davide Moretti, cestista italiano (Bologna, n. 1998)
- Davide Parente, ex cestista e dirigente sportivo italiano (Torino, n. 1983)
- Davide Pascolo, cestista italiano (Udine, n. 1990)
- Davide Pessina, ex cestista italiano (Aosta, n. 1968)
- Davide Raucci, cestista italiano (Napoli, n. 1990)
- Davide Reati, cestista italiano (Cernusco sul Naviglio, n. 1988)

## Chirurghi(1)
- Davide Giordano, chirurgo, storico e politico italiano (Courmayeur, n. 1864 - Venezia, † 1954)

## Chitarristi(3)
- Cesareo, chitarrista e compositore italiano (Milano, n. 1962)
- Davide Lufrano Chaves, chitarrista italiano (Prato, n. 1983 - Bologna, † 2013)
- Davide Tagliapietra, chitarrista, compositore e produttore discografico italiano (Venezia, n. 1976)

## Ciclisti su strada(23)
- Davide Appollonio, ex ciclista su strada italiano (Isernia, n. 1989)
- Davide Bais, ciclista su strada italiano (Rovereto, n. 1998)
- Davide Baldaccini, ciclista su strada italiano (San Giovanni Bianco, n. 1998)
- Davide Ballerini, ciclista su strada italiano (Cantù, n. 1994)
- Davide Casarotto, ex ciclista su strada italiano (Vicenza, n. 1971)
- Davide Cimolai, ciclista su strada e pistard italiano (Pordenone, n. 1989)
- Davide De Cassan, ciclista su strada italiano (Riva del Garda, n. 2002)
- Davide De Pretto, ciclista su strada e ciclocrossista italiano (Thiene, n. 2002)
- Davide Formolo, ciclista su strada italiano (Negrar, n. 1992)
- Davide Frattini, ex ciclista su strada e ciclocrossista italiano (Varese, n. 1978)
- Davide Gabburo, ex ciclista su strada italiano (Bovolone, n. 1993)
- Davide Martinelli, ex ciclista su strada italiano (Brescia, n. 1993)
- Davide Mucelli, ex ciclista su strada italiano (Livorno, n. 1986)
- Davide Orrico, ex ciclista su strada italiano (Como, n. 1990)
- Davide Perona, ex ciclista su strada italiano (Verzuolo, n. 1968)
- Davide Persico, ciclista su strada italiano (Cene, n. 2001)
- Davide Piganzoli, ciclista su strada italiano (Morbegno, n. 2002)
- Davide Rebellin, ciclista su strada italiano (San Bonifacio, n. 1971 - Montebello Vicentino, † 2022)
- Davide Ricci Bitti, ex ciclista su strada italiano (Medicina, n. 1984)
- Davide Silvestri, ex ciclista su strada italiano (Sarzana, n. 1980)
- Davide Torosantucci, ex ciclista su strada italiano (Lanciano, n. 1981)
- Davide Viganò, ciclista su strada e pistard italiano (Carate Brianza, n. 1984)
- Davide Villella, ex ciclista su strada italiano (Magenta, n. 1991)

## Ciclocrossisti(1)
- Davide Toneatti, ciclocrossista, mountain biker e ciclista su strada italiano (Tolmezzo, n. 2001)

## Compositori(6)
- Davide Anzaghi, compositore italiano (Milano, n. 1936)
- Davide Caprelli, compositore italiano (Cesena, n. 1972)
- Davide Cavuti, compositore, regista e ingegnere italiano (Uzwil, n. 1972)
- Davide Liani, compositore e musicista italiano (Camino al Tagliamento, n. 1921 - Venezia, † 2005)
- Davide Perez, compositore italiano (Napoli, n. 1711 - Lisbona, † 1778)
- Davide Summaria, compositore e direttore d'orchestra italiano (Cosenza, n. 1943)

## Conduttori televisivi(1)
- Davide Mengacci, conduttore televisivo italiano (Milano, n. 1948)

## Critici cinematografici(1)
- Davide Pulici, critico cinematografico e saggista italiano (Milano, n. 1964)

## Cuochi(1)
- Davide Oldani, cuoco e imprenditore italiano (Milano, n. 1967)

## Danzatori(1)
- Davide Dato, danzatore italiano (Biella, n. 1990)

## Designer(1)
- Davide Arcangeli, designer italiano (Rimini, n. 1970 - Colonia, † 2000)

## Direttori artistici(1)
- Davide Simon Mazzoli, direttore artistico, autore televisivo e scrittore italiano (Milano, n. 1980)

## Direttori della fotografia(1)
- Davide Manca, direttore della fotografia italiano (Vibo Valentia, n. 1982)

## Dirigenti sportivi(8)
- Davide Biondini, dirigente sportivo e ex calciatore italiano (Cesena, n. 1983)
- Davide Boifava, dirigente sportivo, ex ciclista su strada e pistard italiano (Nuvolento, n. 1946)
- Davide Bolognesi, dirigente sportivo, allenatore di calcio e ex calciatore italiano (Verona, n. 1970)
- Davide Bramati, dirigente sportivo e ex ciclista su strada italiano (Vaprio d'Adda, n. 1968)
- Davide Brivio, dirigente sportivo italiano (Monza, n. 1963)
- Davide Cangini, dirigente sportivo e ex calciatore italiano (Cesena, n. 1974)
- Davide Cassani, dirigente sportivo, ex ciclista su strada e commentatore televisivo italiano (Faenza, n. 1961)
- Davide Tardozzi, dirigente sportivo e ex pilota motociclistico italiano (Ravenna, n. 1959)

## Disegnatori(1)
- Davide Celli, disegnatore, attore e politico italiano (Bologna, n. 1967)

## Dogi(1)
- Davide Vaccari, doge (Genova, n. 1518 - Genova, † 1607)

## Doppiatori(5)
- Davide Albano, doppiatore italiano (Torino, n. 1980)
- Davide Garbolino, doppiatore, direttore del doppiaggio e conduttore televisivo italiano (Cirié, n. 1968)
- Davide Lepore, doppiatore, direttore del doppiaggio e dialoghista italiano (Roma, n. 1968)
- Davide Marzi, doppiatore italiano (Palermo, n. 1962)
- Davide Perino, doppiatore italiano (Roma, n. 1981)

## Drammaturghi(2)
- Davide Carnevali, drammaturgo italiano (Milano, n. 1981)
- Davide Enia, drammaturgo, attore teatrale e scrittore italiano (Palermo, n. 1974)

## Editori(1)
- Davide Bonelli, editore italiano (Milano, n. 1973)

## Filologi(2)
- Davide Nardoni, filologo italiano (Vallecorsa, n. 1923 - Roma, † 1995)
- Davide Puccini, filologo, critico letterario e poeta italiano (Piombino, n. 1948)

## Filosofi(1)
- Davide Sparti, filosofo e sociologo italiano (Roma, n. 1961)

## Flautisti(1)
- Davide Formisano, flautista italiano (Milano, n. 1974)

## Fondisti(1)
- Davide Graz, fondista italiano (Pieve di Cadore, n. 2000)

## Fotografi(3)
- Davide Cerati, fotografo italiano (Mariano Comense, n. 1961)
- Davide Mosconi, fotografo, musicista e designer italiano (Milano, n. 1941 - Milano, † 2002)
- Davide Sorrenti, fotografo italiano (Napoli, n. 1976 - New York, † 1997)

## Fotoreporter(1)
- Davide Pianezze, fotoreporter italiano (Torino, n. 1969)

## Fumettisti(6)
- Davide Berardi, fumettista italiano (Bergamo, n. 1980)
- Davide Calì, fumettista e scrittore italiano (Liestal, n. 1972)
- Davide La Rosa, fumettista, scrittore e sceneggiatore italiano (Como, n. 1980)
- Davide Reviati, fumettista e illustratore italiano (Ravenna, n. 1966)
- Davide Rigamonti, fumettista italiano (Milano, n. 1978)
- Davide Toffolo, fumettista, cantautore e chitarrista italiano (Pordenone, n. 1965)

## Generali(2)
- Davide Arianita, generale bizantino
- Davide Dusmet, generale italiano (Napoli, n. 1881 - Schokken, † 1943)

## Ginnasti(1)
- Davide Donati, ginnasta italiano (Vimercate, n. 1994)

## Giocatori di calcio a 5(1)
- Davide Putano, giocatore di calcio a 5 italiano (Palermo, n. 1985)

## Giocatori di curling(3)
- Davide Michielli, giocatore di curling italiano (San Candido, n. 1988)
- Davide Zandegiacomo, giocatore di curling e dirigente sportivo italiano (Auronzo di Cadore, n. 1972)
- Davide Zanotelli, giocatore di curling italiano (Trento, n. 1988)

## Giocatori di poker(1)
- Davide Suriano, giocatore di poker italiano (Andria, n. 1989)

## Giocatori di squash(1)
- Davide Bianchetti, giocatore di squash italiano (Brescia, n. 1977)

## Giornalisti(12)
- Davide Cova, giornalista, politico e ingegnere italiano (Cagliari, n. 1891 - Oristano, † 1947)
- Davide De Zan, giornalista, telecronista sportivo e conduttore televisivo italiano (Milano, n. 1962)
- Davide Demichelis, giornalista e conduttore televisivo italiano (Torino, n. 1965)
- Davide Maria Desario, giornalista e scrittore italiano (Roma, n. 1971)
- Davide Giacalone, giornalista e scrittore italiano (Livorno, n. 1959)
- Davide Grittani, giornalista e scrittore italiano (Foggia, n. 1970)
- Davide Lembo, giornalista e politico italiano (Felino, n. 1899 - Torino)
- Davide Novelli, giornalista italiano (Roma, n. 1963)
- Davide Paolini, giornalista, gastronomo e conduttore radiofonico italiano (Galeata, n. 1948)
- Davide Perillo, giornalista e scrittore italiano (Roma, n. 1966)
- Davide Turconi, giornalista e storico del cinema italiano (Pavia, n. 1911 - Montebello della Battaglia, † 2005)
- Davide Vecchi, giornalista e saggista italiano (Perugia, n. 1974)

## Glottologi(1)
- Davide Pioggia, glottologo italiano (Rimini, n. 1966)

## Hockeisti in carrozzina(1)
- Davide Garofano, hockeista in carrozzina italiano (Alghero, n. 1974)

## Hockeisti su ghiaccio(2)
- Davide Dal Sasso, ex hockeista su ghiaccio italiano (Asiago, n. 1997)
- Davide Fadani, hockeista su ghiaccio italiano (Milano, n. 2001)

## Hockeisti su pista(4)
- Davide Banini, hockeista su pista italiano (Grosseto, n. 1995)
- Davide Gavioli, hockeista su pista italiano (Mirandola, n. 1998)
- Davide Motaran, hockeista su pista italiano (Vercelli, n. 1984)
- Davide Nadini, hockeista su pista italiano (Modena, n. 1999)

## Illustratori(1)
- Davide De Cubellis, illustratore e fumettista italiano (Roma, n. 1977)

## Imperatori(1)
- Davide II di Trebisonda, imperatore bizantino (Trebisonda, n. 1408 - Costantinopoli, † 1463)

## Imprenditori(6)
- Davide Bernasconi, imprenditore, politico e filantropo italiano (Milano, n. 1849 - Monte Carlo, † 1922)
- Davide Campari, imprenditore italiano (Milano, n. 1867 - Sanremo, † 1936)
- Davide Carlo Caparini, imprenditore e politico italiano (Brescia, n. 1967)
- Davide Casaleggio, imprenditore e politico italiano (Milano, n. 1976)
- Davide Mele, imprenditore, dirigente d'azienda e politico italiano (Napoli, n. 1880 - Roma, † 1947)
- Davide Serra, imprenditore italiano (Genova, n. 1971)

## Ingegneri(2)
- Davide Fortini, ingegnere e architetto italiano (Castelfiorentino)
- Davide Pacanowski, ingegnere e architetto polacco (Łódź, n. 1905 - Roma, † 1998)

## Karateka(1)
- Davide Benetello, karateka italiano (Jesolo, n. 1972)

## Kickboxer(1)
- Davide Armanini, kickboxer italiano (Roma, n. 1991)

## Mafiosi(1)
- Dave Petillo, mafioso statunitense (New York, n. 1908 - † 1983)

## Maratoneti(1)
- Davide Milesi, maratoneta, fondista di corsa in montagna e scialpinista italiano (Roncobello, n. 1964)

## Matematici(1)
- Davide Besso, matematico italiano (Trieste, n. 1845 - Frascati, † 1906)

## Mezzofondisti(2)
- Davide Cadoni, ex mezzofondista italiano (Cagliari, n. 1973)
- Davide Tirelli, ex mezzofondista italiano (n. 1966)

## Militari(3)
- Davide Caminati, militare italiano (Savona, n. 1809 - San Martino della Battaglia, † 1859)
- Davide Ignazio Franceschetti, militare italiano (Melzo, n. 1966 - Lancenigo, † 2001)
- Davide Menini, militare italiano (Genova, n. 1843 - Adua, † 1896)

## Monaci cristiani(2)
- Davide di Menevia, monaco cristiano e vescovo gallese (St David's)
- Davide di Salonicco, monaco cristiano bizantino (Mesopotamia - Salonicco)

## Musicisti(3)
- Durmast, musicista italiano (Senigallia, n. 1988)
- Davide Morandi, musicista italiano (Sassuolo, n. 1969)
- Davide Simonetta, musicista e compositore italiano (Lodi, n. 1983)

## Neurologi(1)
- Davide Schiffer, neurologo italiano (Verzuolo, n. 1928 - Torino, † 2020)

## Nobili(5)
- Davide di Hrodna, nobile lituano (Brandeburgo, † 1326)
- Davide d'Ungheria, nobile
- Davide di Bulgaria, nobile bulgaro († 976)
- Davide di Scozia, nobile scozzese († 1219)
- Davide Stewart, conte di Strathearn, nobile scozzese (n. 1357 - † 1386)

## Nuotatori(3)
- Davide De Ceglie, nuotatore italiano (Bologna, n. 1990)
- Davide Nardini, nuotatore italiano (Seriate, n. 1999)
- Davide Rummolo, ex nuotatore italiano (Napoli, n. 1977)

## Pallamanisti(2)
- Davide Bulzamini, pallamanista italiano (Castel San Pietro Terme, n. 1995)
- Davide Parisato, pallamanista italiano (Trieste, n. 2001)

## Pallanuotisti(2)
- Davide Baiardo, pallanuotista e nuotatore italiano (Voltri, n. 1888 - Genova, † 1977)
- Davide Cesini, pallanuotista italiano (Chiaravalle, n. 1988)

## Pallavolisti(10)
- Davide Bellini, ex pallavolista italiano (Carpi, n. 1969)
- Davide Candellaro, pallavolista italiano (Padova, n. 1989)
- Davide Gardini, pallavolista italiano (Montebelluna, n. 1999)
- Davide Kovač, pallavolista serbo (Taranto, n. 1999)
- Davide Manassero, ex pallavolista italiano (Cuneo, n. 1979)
- Davide Marra, pallavolista italiano (Praia a Mare, n. 1984)
- Davide Pellegrino, pallavolista italiano (Foggia, n. 1994)
- Davide Quartarone, pallavolista italiano (Ragusa, n. 1986)
- Davide Saitta, pallavolista italiano (Catania, n. 1987)
- Davide Sanguanini, ex pallavolista italiano (Mantova, n. 1963)

## Patrioti(1)
- Davide Cesare Uziel, patriota italiano (Venezia, n. 1835 - Genova, † 1899)

## Pattinatori di short track(1)
- Davide Viscardi, pattinatore di short track italiano (Milano, n. 1990)

## Pattinatori di velocità su ghiaccio(2)
- Davide Carta, ex pattinatore di velocità su ghiaccio italiano (Torino, n. 1972)
- Davide Ghiotto, pattinatore di velocità su ghiaccio italiano (Altavilla Vicentina, n. 1993)

## Pianisti(3)
- Davide Cabassi, pianista italiano (Milano, n. 1976)
- Davide Franceschetti, pianista italiano (Ravenna, n. 1976)
- Davide Santorsola, pianista e compositore italiano (Andria, n. 1961 - Bisceglie, † 2014)

## Piloti automobilistici(3)
- Davide Amaduzzi, pilota automobilistico italiano (Bologna, n. 1972)
- Davide Rigon, pilota automobilistico italiano (Thiene, n. 1986)
- Davide Valsecchi, ex pilota automobilistico, conduttore televisivo e opinionista italiano (Erba, n. 1987)

## Piloti motociclistici(6)
- Davide Bulega, pilota motociclistico italiano (Torino, n. 1971)
- Davide Degli Esposti, pilota motociclistico italiano (Bologna, n. 1979)
- Davide Giugliano, pilota motociclistico italiano (Roma, n. 1989)
- Davide Gozzini, pilota motociclistico italiano (Chiari, n. 1981)
- Davide Guarneri, pilota motociclistico italiano (Lovere, n. 1985)
- Davide Stirpe, pilota motociclistico italiano (Roma, n. 1992)

## Pistard(3)
- Davide Boscaro, pistard e ciclista su strada italiano (Padova, n. 2000)
- Davide Ceci, pistard italiano (Ascoli Piceno, n. 1993)
- Davide Plebani, pistard, ciclista su strada e paraciclista italiano (Sarnico, n. 1996)

## Pittori(4)
- Davide Corte, pittore italiano (Genova, n. 1602 - Genova, † 1657)
- Davide Antonio Fossati, pittore e incisore svizzero (Morcote, n. 1708 - Venezia, † 1795)
- Davide Peiretti, pittore e liutaio italiano (Torino, n. 1933 - Torino, † 2008)
- Davide Zanotti, pittore italiano (Bologna, n. 1733 - Bologna, † 1808)

## Poeti(2)
- Davide Ferrari, poeta italiano (Bologna, n. 1958)
- Davide Rondoni, poeta, scrittore e drammaturgo italiano (Forlì, n. 1964)

## Polistrumentisti(1)
- Davide Arneodo, polistrumentista, compositore e produttore discografico italiano (Cuneo, n. 1982)

## Politici(25)
- Davide Aiello, politico italiano (Palermo, n. 1985)
- Davide Andreotti, politico italiano (Cosenza, n. 1823 - † 1886)
- Davide Barba, politico italiano (Napoli, n. 1926 - † 1992)
- Davide Baruffi, politico italiano (Carpi, n. 1974)
- Davide Bellomo, politico italiano (Ascoli Piceno, n. 1970)
- Davide Bendinelli, politico italiano (Caprino Veronese, n. 1974)
- Davide Bergamini, politico italiano (Bondeno, n. 1973)
- Davide Berio, politico e medico italiano (Imperia, n. 1945)
- Davide Boni, politico italiano (Milano, n. 1962)
- Davide Cavallotto, politico italiano (Torino, n. 1976)
- Davide Consiglio, politico e banchiere italiano (Napoli, n. 1836 - Napoli, † 1925)
- Davide Crippa, politico italiano (Novara, n. 1979)
- Davide Drei, politico italiano (Forlì, n. 1965)
- Davide Faraone, politico italiano (Palermo, n. 1975)
- Davide Fossa, politico italiano (San Pancrazio Parmense, n. 1902 - Roma, † 1976)
- Davide Galantino, politico e paracadutista italiano (Canosa di Puglia, n. 1979)
- Davide Galimberti, politico italiano (Varese, n. 1976)
- Davide Gariglio, politico italiano (Torino, n. 1967)
- Davide Mattiello, politico italiano (Torino, n. 1972)
- Davide Rizzio, politico, compositore e liutista italiano (Pancalieri - Edimburgo, † 1566)
- Davide Serritella, politico italiano (Torino, n. 1981)
- Davide Tripiedi, politico italiano (Desio, n. 1984)
- Davide Visani, politico italiano (Massa Lombarda, n. 1942 - † 1995)
- Davide Zanichelli, politico italiano (Guastalla, n. 1983)
- Davide Zoggia, politico italiano (Venezia, n. 1964)

## Presbiteri(3)
- Davide Albertario, presbitero e giornalista italiano (Filighera, n. 1846 - Carenno, † 1902)
- Davide Banzato, presbitero, scrittore e conduttore televisivo italiano (Padova, n. 1981)
- Davide Pagliarani, presbitero italiano (Rimini, n. 1970)

## Principi(2)
- David III di Tao, principe georgiano (Tao-Klarjeti)
- Davide di Gorodec, principe russo (Davyd-Haradok, † 1392)

## Psicoanalisti(1)
- Davide Lopez, psicoanalista e aforista italiano (Bari, n. 1925 - Vicenza, † 2010)

## Pugili(1)
- Davide Dieli, pugile italiano (Roma, n. 1979)

## Rapper(4)
- Bassi Maestro, rapper, disc jockey e beatmaker italiano (Milano, n. 1973)
- Glocky, rapper italiano (Piacenza, n. 2004)
- Gemitaiz, rapper e produttore discografico italiano (Roma, n. 1988)
- Thasup, rapper e produttore discografico italiano (Fiumicino, n. 2001)

## Registi(9)
- Davide Barletti, regista, sceneggiatore e direttore della fotografia italiano (Roma, n. 1972)
- Davide Cocchi, regista e sceneggiatore italiano (Forlì, n. 1964)
- Davide Ferrario, regista, sceneggiatore e scrittore italiano (Casalmaggiore, n. 1956)
- Davide Iodice, regista, drammaturgo e direttore artistico italiano (Napoli, n. 1968)
- Davide Manuli, regista e attore italiano (Milano, n. 1967)
- Davide Marengo, regista e sceneggiatore italiano (Napoli, n. 1972)
- Davide Marranchelli, regista e attore teatrale italiano (Cantù, n. 1982)
- Davide Minnella, regista, sceneggiatore e autore televisivo italiano (Gallipoli, n. 1979)
- Davide Rampello, regista televisivo e direttore artistico italiano (Raffadali, n. 1947)

## Religiosi(2)
- Davide di Augusta, religioso tedesco (Augusta)
- Padre Davide da Bergamo, religioso, organista e compositore italiano (Zanica, n. 1791 - Piacenza, † 1863)

## Rugbisti a 15(4)
- Davide Duca, rugbista a 15 italiano (Marino, n. 1987)
- Davide Giazzon, ex rugbista a 15 e allenatore di rugby a 15 italiano (Venezia, n. 1986)
- Davide Lanzoni, rugbista a 15, allenatore di rugby a 15 e dirigente sportivo italiano (Lendinara, n. 1915 - † 1988)
- Davide Zanetti, rugbista a 15 italiano (Gardone Val Trompia, n. 1995)

## Saltatori con gli sci(1)
- Davide Bresadola, ex saltatore con gli sci e ex combinatista nordico italiano (Cles, n. 1988)

## Santi(1)
- Davide di Svezia, santo svedese (Munkathorp)

## Scacchisti(1)
- Davide Marotti, scacchista italiano (Napoli, n. 1881 - Roma, † 1940)

## Sceneggiatori(3)
- Davide Lo Schiavo, sceneggiatore e drammaturgo italiano (Milano)
- Davide Orsini, sceneggiatore italiano (Giulianova, n. 1984)
- Davide Serino, sceneggiatore italiano (Varese, n. 1988)

## Scenografi(1)
- Davide Bassan, scenografo italiano (Milano, n. 1952 - Roma, † 2010)

## Schermidori(2)
- Davide Di Veroli, schermidore italiano (Roma, n. 2001)
- Davide Schaier, ex schermidore italiano (Vercelli, n. 1973)

## Sciatori alpini(2)
- Davide David, sciatore alpino e allenatore di sci alpino italiano (Gressoney-Saint-Jean, n. 1929 - Gressoney-La-Trinité, † 2020)
- Davide Leonardo Seppi, sciatore alpino italiano (n. 2002)

## Sciatori freestyle(1)
- Davide Cazzaniga, sciatore freestyle e ex sciatore alpino italiano (n. 1992)

## Scrittori(12)
- Davide Barilli, scrittore e giornalista italiano (Parma, n. 1959)
- Davide Bertolotti, scrittore e giornalista italiano (Torino, n. 1784 - Torino, † 1860)
- Davide Bregola, scrittore italiano (Bondeno, n. 1974)
- Davide Camarrone, scrittore e giornalista italiano (Palermo, n. 1966)
- Davide Cerullo, scrittore, fotografo e educatore italiano (Napoli, n. 1974)
- Davide Lajolo, scrittore, politico e giornalista italiano (Vinchio, n. 1912 - Milano, † 1984)
- Davide Longo, scrittore e sceneggiatore italiano (Carmagnola, n. 1971)
- Davide Morganti, scrittore, sceneggiatore e drammaturgo italiano (Napoli, n. 1965)
- Davide Morosinotto, scrittore, traduttore e giornalista italiano (Camposampiero, n. 1980)
- Davide Orecchio, scrittore italiano (Roma, n. 1969)
- Davide Rota, scrittore e attore italiano (Luino, n. 1959 - Castelveccana, † 2014)
- Davide Sapienza, scrittore, traduttore e giornalista italiano (Monza, n. 1963)

## Scrittori di fantascienza(1)
- Davide Del Popolo Riolo, scrittore di fantascienza italiano (Asti, n. 1968)

## Scultori(2)
- Davide Calandra, scultore e ebanista italiano (Torino, n. 1856 - Torino, † 1915)
- Davide Rivalta, scultore e artista italiano (Bologna, n. 1974)

## Sociologi(1)
- Davide Grasso, sociologo italiano (Cuneo, n. 1980)

## Sollevatori(1)
- Davide Ruiu, ex sollevatore italiano (Sassari, n. 2001)

## Sovrani(12)
- Davide VI di Georgia, re (n. 1225 - Kutaisi, † 1293)
- Davide VII di Georgia, re (n. 1215 - † 1270)
- Davide VIII di Georgia, re (n. 1273 - † 1311)
- Davide IX di Georgia, re († 1360)
- Davide II di Cachezia, re (Isfahan, n. 1679 - Isfahan, † 1722)
- Davide, sovrano ebreo antico (Betlemme - Gerusalemme)
- Davide IV di Georgia, re georgiano (Kutaisi, n. 1073 - Tbilisi, † 1125)
- Davide X di Cartalia, sovrano georgiano (n. 1482 - † 1526)
- Davide I di Scozia, sovrano (Carlisle, † 1153)
- Davide I di Trebisonda, sovrano (Costantinopoli, n. 1184 - Sinope, † 1212)
- Davide II di Scozia, re scozzese (Dunfermline Palace, n. 1324 - Castello di Edimburgo, † 1371)
- Davide II d'Imerezia, re georgiano (Kutaisi, n. 1756 - Akhaltsikhe, † 1795)

## Tastieristi(1)
- Boosta, tastierista, compositore e scrittore italiano (Torino, n. 1974)

## Tennisti(1)
- Davide Scala, ex tennista italiano (Bologna, n. 1972)

## Tenori(1)
- Davide Banderali, tenore italiano (Palazzolo sull'Oglio, n. 1789 - Parigi, † 1849)

## Thaiboxer(1)
- Davide Longoni, thaiboxer italiano (Cantù, n. 1983)

## Triatleti(1)
- Davide Uccellari, triatleta italiano (Modena, n. 1991)

## Tuffatori(1)
- Davide Lorenzini, tuffatore italiano (Verona, n. 1969)

## Velisti(1)
- Davide Consorte, velista italiano (Pescara, n. 1979)

## Velocisti(2)
- Davide Manenti, velocista italiano (Torino, n. 1989)
- Davide Re, velocista italiano (Milano, n. 1993)

## Vescovi(1)
- Davide, vescovo italiano

## Vescovi cattolici(2)
- Davide Carraro, vescovo cattolico e missionario italiano (Treviso, n. 1977)
- Davide Cocco Palmieri, vescovo cattolico italiano (Pescocostanzo, n. 1632 - Malta, † 1711)

## Violinisti(1)
- Davide Rossi, violinista e produttore discografico italiano (Torino, n. 1970)

## Senza attività specificata(1)
- Davide Malacarne, ex mountain biker, ex ciclista su strada e ciclocrossista italiano (Feltre, n. 1987)